# Joe Thomas
Joseph Owen "Joe" Thomas, född 28 oktober 1983, är en brittisk skådespelare, bland annat känd för rollerna som Simon Cooper i TV-serien The Inbetweeners, samt Kingsley Owen i TV-serien Fresh Meat.

## Biografi
Joe Thomas växte upp i Chelmsford i Essex, men flyttade sedan då han började läsa historia vid Pembroke College i Cambridge. Vid Cambridge blev han medlem i dramaklubben Footlights, tillsammans med Simon Bird som även spelade med Thomas i The Inbetweeners. Bird och Thomas var president respektive sekreterare i Footlights under åren 2005–2006.
Efter att han gått ut skolan delade han tillfälligt en lägenhet tillsammans med Bird och en annan skolkompis, komikern Jonny Sweet.

## Karriär

### Tidig skådespelarkarriär
Efter att ha gått med i Footlights framträdde Thomas tillsammans med studenter vid Universitetet i Cambridge på Edinburgh Festival Fringe i en produktion av All's Well That Ends Well regisserad av författaren Duncan Barrett.
Efter universitetet satsade Thomas mer seriöst på sitt skådespelande.

### Genombrott
Joe Thomas stora genombrott kom i TV-serien The Inbetweeners där han spelade rollen som Simon Cooper. I samband med serien gjordes även två långfilmer, The Inbetweeners Movie (2011) samt uppföljaren The Inbetweeners 2 (2014). Tillsammans med Simon Bird och Jonny Sweet skrev han Chickens, en satirsketch om tre vapenvägrande soldater under första världskriget, som blev en del av serien Comedy Showcase. Serien hade premiär i september 2011.
Samma år fick Thomas en av huvudrollerna i sitcomserien Fresh Meat där han spelar rollen som Kingsley Owen. Sedan 2017 har han även en av huvudrollerna i TV-serien White Gold, där han spelar mot förre The Inbetweeners-kollegan James Buckley.

## Privatliv
Thomas förlovade sig med skådespelaren Hannah Tointon i början på 2017. Även Tointon medverkade i serien The Inbetweeners.

## Filmografi

### Film
| År   | Titel                  | Roll         | Noter    |
| ---- | ---------------------- | ------------ | -------- |
| 2011 | The Inbetweeners Movie | Simon Cooper |          |
| 2011 | A Trick of the Light   | Joe (röst)   | Kortfilm |
| 2012 | Straw Donkey           | Tom          | Kortfilm |
| 2014 | The Inbetweeners 2     | Simon Cooper |          |
| 2015 | Scottish Mussel        | Danny        |          |
| 2016 | The Darkest Universe   | Toby         |          |
| 2018 | The Festival           | Nick         |          |

### TV
| År        | Titel            | Roll            | Noter                                  |
| --------- | ---------------- | --------------- | -------------------------------------- |
| 2008–2010 | The Inbetweeners | Simon Cooper    | 18 avsnitt                             |
| 2011–2016 | Fresh Meat       | Kingsley Owen   | 30 avsnitt                             |
| 2011      | Comedy Showcase  | George          | Avsnittet: "Chicken"                   |
| 2012      | Threesome        | Teacher         | Avsnittet: "Back to School"            |
| 2013      | Chickens         | George          | 6 avsnitt; även skapare och författare |
| 2017–     | White Gold       | Martin Lavender | 6 avsnitt                              |